# ويليام جي. جيوردانو
ويليام جي. جيوردانو هو سياسي أمريكي، ولد في 8 أغسطس 1919، وتوفي في مارس 1993. انتخب عضو جمعية ولاية نيويورك ‏.